# 철의 대변혁
철의 대변혁은 초기 지구에 일어난 주요한 현상이다. 지구 물질들이 구형 덩어리에 부착 된 후, 물질들은 대개 통일성있게 구성되었다. 물질들의 충돌에서 생긴 잔여열이 지구를 형성하는데 주요할 만큼 뜨거웠지만, 덩어리에서 나오는 방사성 물질에서 나오는 열기는 더욱 뜨거웠다. 덕분에 물질들은 용해되어 흐르게 되었다. 이 때 더욱 밀도높은 철과 니켈이 반반씩 덩어리를 구성하였고 지구의 중심으로 가라앉았다. 이것은 행성의 분화작용에 중요한 과정이었다. 이러한 과정을 가속시킨 광범위한 규산염 마그마에 의해 원시행성의 온도는 녹는 점을 웃돌만큼 상승했고, 결국 원인이 된 니켈-철의 글로뷸(소형구)이 가라앉아 중력의 위치 에너지는 방출되었다. 이 현상은 행성의 나이가 5억년쯤 되었을 때 발생했다. 이러한 회전하는 거대한 초열금속의 지구는 태양에서 오는 태양풍과 위험한 방사능 등을 막아주는 자기장을 형성했다. 자기장은 지구의 대기권과 현재의 생물체 모두를 보호하며 이는 주변 다른 행성과 구분된다. 화성은 더 이상 주요한 자기장이 없으며 그로 인해 대기 또한 없다. 이 현상은 생명의 탄생과 진화에 필요했다. 만약 대변혁이 없었다면 대기권은 현세기 전에 지구에서 사라졌을 것이다. 그러나 다른 이론에서는 화성에도 철의 대변혁이 있었으며 자기장이 있었을 것이라고 추측한다. 이 이론에서는 화성이 지구보다 더 빨리 식었으며, 회전하는 금속내핵과 대륙지각이 합쳐져 점차 자기장을 잃어버렸을 것이라고 주장한다. 물이 흘렀던 자국이 화성에서 발견되었으며 이것은 태양풍으로부터 대기권을 지켜줄 자기장이 있었을 것이라고 추측할 수 있다는 것이다.